# الحمام الأخضر الإفريقي
الحمام الأخضر الإفريقي (بالإنجليزية: African green pigeon)، نوع من الطيور في عائلة الحماميات، جنس محاس،(الإسم العلمي:Treron calvus)، وهو عبارة عن خمسة أنواع من الحمام الأخضر الذي ينتشر بكثرة في المنطقة الأفريقية الإستوائية، وجنوب الصحراء الكبرى مع حوالي 17 سلالة

## الوصف
- الحمام الأخضر الأفريقي البالغ لديه بقع كستنائية على الجزء العلوي من أجنحته أما الصغار فلهم لون زيتوني. الأجزاء العلوية ذات لون أخضر مائل للرمادي إلى أخضر مصفر.

- الفخذين أصفر، والقدمان والمنقار باللون الأحمر مع طرف أبيض للمنقار.[6]

## موطنه
نطاقها يشمل أنغولا وبنين وبوتسوانا وبوركينا فاسو وبوروندي والكاميرون وجمهورية أفريقيا الوسطى وتشاد وجمهورية الكونغو وجمهورية الكونغو الديمقراطية وساحل العاج وغينيا الاستوائية وإسواتيني وإثيوبيا والجابون وغامبيا وغانا وغينيا. , غينيا بيساو، كينيا، ليبيريا، ملاوي، مالي، موريتانيا، موزمبيق، ناميبيا، النيجر، نيجيريا، رواندا، ساو تومي وبرينسيبي، السنغال، سيراليون، الصومال، جنوب أفريقيا، جنوب السودان، تنزانيا، توغو، أوغندا، زامبيا وزيمبابوي.

## الغذاء
- يترددون على مظلات الأشجار حيث تمكنهم قدرتهم على التسلق والوصول إلى الفاكهة، ولكن نادرًا ما يبحثون عن الطعام على الأرض.

- يسكنون الغابات النهرية والغابات والسافانا، حيث يرتبطون بالأشجار المثمرة، وخاصة أنواع التين البري، قد تتغذى أيضًا على إسكدنيا و التوت، أو على الجيف في بعض الأحيان.[8]

## التعشيش
- يعششون في شوكة شجرة توفر نقطة مراقبة مناسبة لمحيطهم.

- العش عبارة عن منصة ضعيفة من العصي يجمعها الذكر وترتبها الأنثى.

- يمكن أن يحدث التعشيش في أي شهر من العام، ولكن في الغالب في الصيف. يتم وضع 1-2 بيضة وتفقس خلال 13-14 يومًا.

- تغادر الكتاكيت العش في عمر 12 يومًا تقريبًا.[9]